# Head of State
Head of State is een Amerikaanse komische film uit 2003 van en met Chris Rock, met verder onder meer Bernie Mac.

## Verhaal
Aan het begin van de film is Mays Gilliam (Chris Rock) wethouder in Washington D.C., maar hij raakt al snel zowel zijn functie als zijn vriendin (Robin Givens) kwijt. Als de presidentskandidaat en de vicepresidentskandidaat van zijn partij bij een botsing tussen twee vliegtuigen omkomen, wordt Mays tot ieders verbazing tot presidentskandidaat uitgeroepen door de Democraten. Aanvankelijk is hij bang om te falen, vooral in het vertegenwoordigen van de zwarte gemeenschap, maar met de hulp van zijn broer Mitch (Bernie Mac) begint hij te stijgen in de peilingen. Op een gegeven moment komt hij er echter achter dat de partij de verkiezingen bij voorbaat verloren achtte en daarom voor een zwarte kandidaat heeft gekozen om alvast sympathie te kweken voor de verkiezingen over vier jaar. Na de saboterende partijleden ontslagen te hebben, wint hij tot ieders verrassing de verkiezingen.

## Rolverdeling
| Acteur          | Personage           | Opmerkingen                                               |
| --------------- | ------------------- | --------------------------------------------------------- |
| Chris Rock      | Mays Gilliam        | presidentskandidaat                                       |
| Bernie Mac      | Mitch Gilliam       | Mays' broer                                               |
| Robin Givens    | Kim                 | Mays' vriendin (later ex-)                                |
| Dylan Baker     | Martin Geller       |                                                           |
| Nick Searcy     | Brian Lewis         | huidig vicepresident en kandidaat voor het presidentschap |
| James Rebhorn   | Bill Arnot          | senator                                                   |
| Keith David     | Bernard Cooper      |                                                           |
| Lynn Whitfield  | Debra Lassiter      |                                                           |
| Tamala Jones    | Lisa Clark          |                                                           |
| Stephanie March | Nikki               |                                                           |
| Nate Dogg       | zichzelf            |                                                           |
| Tracy Morgan    |                     |                                                           |
| DJ Quik         |                     |                                                           |
| Jimmy Tingle    | talkshowpresentator |                                                           |

## Productie
Chris Rock heeft aangegeven dat de film geïnspireerd is op presidentskandidaat Walter Mondales keuze voor een vrouw, Geraldine Ferraro, in 1984, toen Reagan onverslaanbaar werd geacht.

## Verwijzingen
Een gedeelte van het debat tussen de kandidaten is een letterlijke weergave van "The Argument Skit" uit een aflevering van Monty Python's Flying Circus.
Mays Gilliams naam verwijst naar honkballers Willie Mays en Jim Gilliam.